# 푸호우

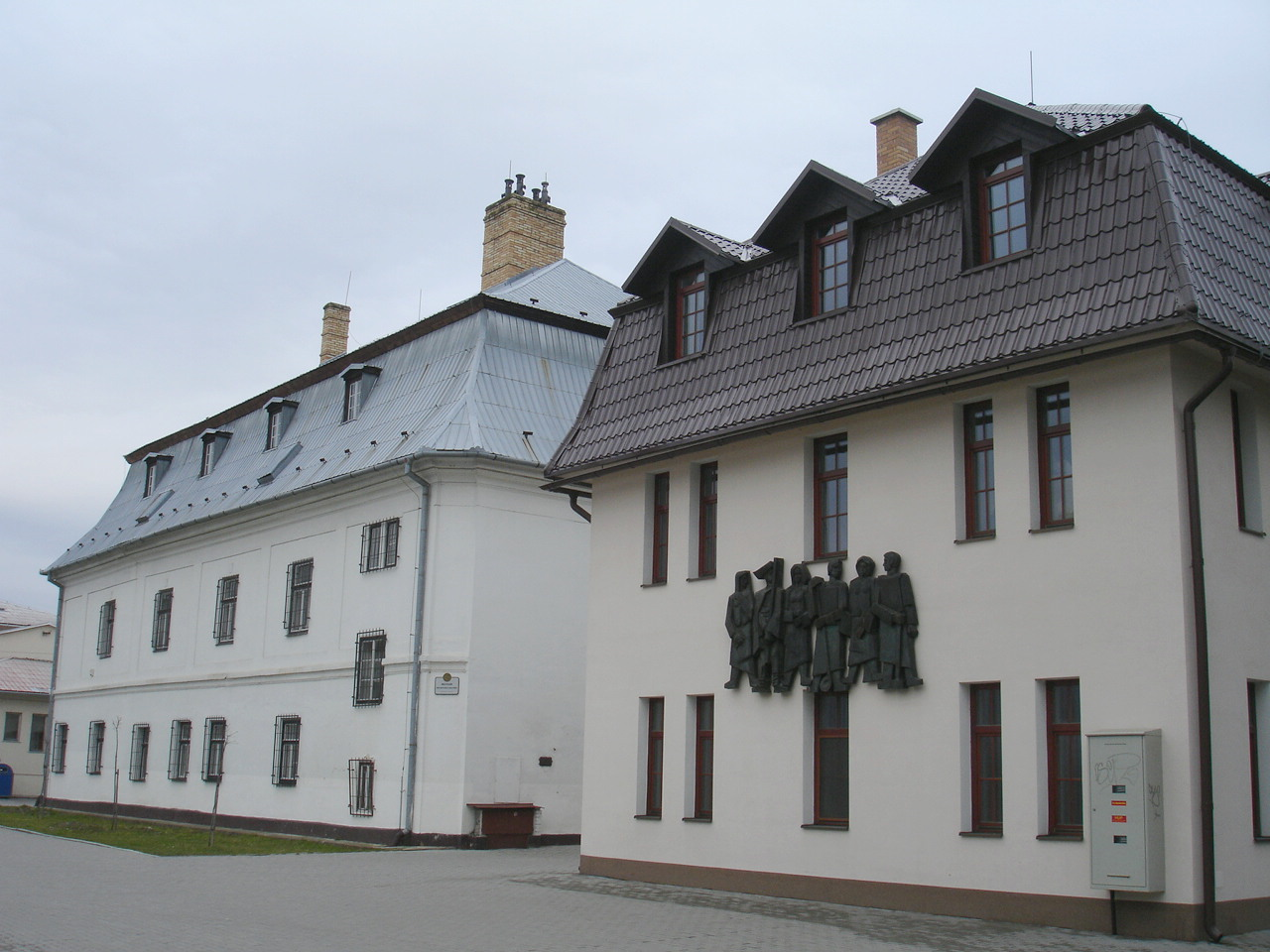
푸호우 박물관

푸호우(슬로바키아어: Púchov, 독일어: Puchau 푸하우[*], 헝가리어: Puhó 푸호[*])는 슬로바키아 북부 트렌친 주에 위치한 도시로 면적은 41.496km2, 높이는 265m, 인구는 18,658명(2005년 기준), 인구 밀도는 450명/km2이다.

## 자매 도시
- 체코 흘린스코
- 러시아 옴스크
- 세르비아 스타라파조바
- 우크라이나 빌라체르크바
- 벨라루스 바브루이스크